# Louis-Joseph Charlier
Pour les articles homonymes, voir Charlier.
Louis-Joseph Charlier est un homme politique et révolutionnaire français, né le 24 septembre 1754 à Châlons-en-Champagne et mort le 23 février 1797 à Paris.

## Biographie
Fils du chirurgien Nicolas Charlier, Louis-Joseph Charlier naît le 24 septembre 1754 rue Croix-des-Teinturiers (actuellement rue Pasteur) à Châlons-en-Champagne. Après ses études au collège de sa ville natale, il fait son droit à la faculté de Reims ; diplômé en 1775, il est nommé avoué puis avocat près du Parlement.
En 1789, il s'engage dans la Révolution et en mai 1790, devenu membre de l'assemblée chargée d'organiser le département de la Marne, il a un rôle déterminant pour la désignation de Châlons comme chef-lieu. Vice-président du district de Châlons, il assume de fait la présidence avant d'être élu à 36 ans, le 4 septembre 1791, député à l'Assemblée législative.

### Député féministe
À Paris, très vite, il se fait remarquer pour ses prises de positions contre les émigrés et les prêtres; il fait voter la vente de leurs biens. Il se situe parmi les jacobins. Pendant l'été 1792, il est membre de la commission présidée par Condorcet ; et Charlier avec Condorcet, Thuriot, Lamarque et Delmas en forment l'aile gauche. « La Patrie en danger » a été proclamée, les armées étrangères entrent en France, jusqu'à la bataille de Valmy l'étau se resserre et la commission a un rôle déterminant. Après la journée du 10 août, l'Assemblée législative décide de faire élire une nouvelle assemblée :  la Convention.
Élu à la Convention en septembre 1792, il poursuit ses thèmes sur les émigrés et les prêtres; le premier, il demande le jugement du roi le 3 décembre 1792 ; il vote la mort. Défenseur de la séparation des pouvoirs, il intervient pour son respect. En avril 1793, il s'élève avec conviction contre le décret d'accusation de son ami Marat, son acquittement réjouit Charlier.
Il est en avance sur son temps pour l'égalité des sexes. Seul, il défend la possibilité aux femmes de créer des clubs politiques, en déclarant, le 9 brumaire an II (30 octobre 1793), à la tribune de la Convention qui veut les interdire : « Je ne sais sur quel principe on peut s'appuyer pour retirer aux femmes le droit de s'assembler paisiblement. À moins que vous contestiez que les femmes font partie du genre humain, pouvez vous leur ôter ce droit commun à tout être pensant. » Charlier est battu et l'Assemblée interdira les associations de femmes.
Montagnard, il préside la Convention du 4 au 22 octobre 1793, pendant la période troublée du procès de la reine.

### L'enseignement obligatoire
Le 12 décembre 1793, s'ouvre la discussion sur le plan sur l'éducation ; la Convention veut en faire une œuvre exemplaire. Charlier se bat pour améliorer le texte et fait voter un amendement qu'il considère comme fondamental ; il s'agit de rendre obligatoire l'enseignement primaire en France. Charlier peut être considéré comme le père de l’enseignement obligatoire. Le texte définitif est voté le 5 nivôse an II (25 décembre 1793), c'est une date historique ; la Convention vient de décider l'enseignement primaire gratuit, laïque et obligatoire. La réaction thermidorienne supprime l'obligation (pendant que Charlier est en mission à Lyon) puis la gratuité. Il faut attendre 1882 pour que pareille loi soit votée avec Jules Ferry.
Pendant la Terreur, avec son ami Prieur de la Marne, il sauve de l'échafaud ses amis Charles Moignon et Nicolas Appert, en gagnant la confiance du greffier de Fouquier-Tinville qui plaçait leurs dossiers en dessous de la pile.
Le 8 Thermidor, il intervient contre Robespierre et est un des artisans de sa chute. Lors de son dernier discours, Robespierre accuse ses collègues d'être responsables des excès de la Terreur ; Charlier intervient en ces termes : « Quand on se vante d'avoir le courage de la vertu, il faut avoir celui de la vérité ; nommez ces membres de la Convention que vous accusez ». Robespierre commet alors une faute tactique en restant muet ; il laisse planer la suspicion et l'Incorruptible ne trouve qu'une seule voix pour le soutenir ; même Saint Just reste muet. Après ces journées, il n'entre pas dans la réaction thermidorienne et demande « la justice pour les patriotes, la terreur pour les aristocrates ».
Lors des journées d'insurrection d'avril et mai 1795, il manque d'être arrêté. Quelques jours plus tard, la Convention reprend le décret obligeant chaque député à rendre compte de sa fortune depuis le début de la Révolution, Charlier appuie cette proposition en ces termes : « cela ajoutera à la gloire de ceux qui ne se seront point écartés des règles austères de la probité et assurera le triomphe de la république ». Charlier rend public l'état de son patrimoine ; il n'est pas bien riche, il a même été « obligé de vendre sa montre en or, un gobelet en vermeil, deux couverts en argent et deux cuillères à ragoût » mais il conclut par ces mots : « Il en résulte que je partirai plus pauvre que je ne suis arrivé, trop heureux si j'ai pu contribuer à faire triompher la République de ses nombreux ennemis ».

### Charlier et Lyon

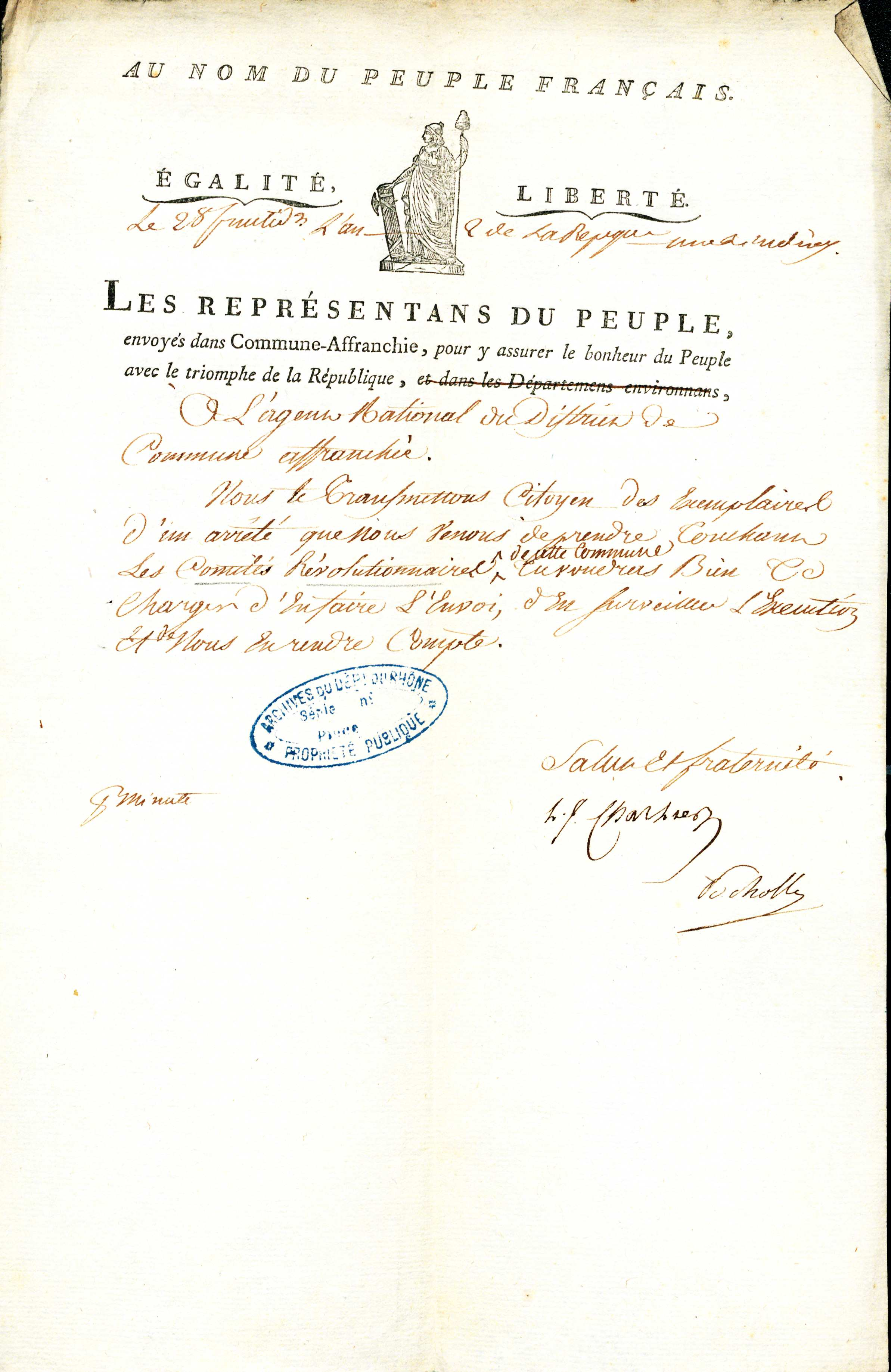
Lettre de Charlier et Pocholle 28 fructidor an 2, AD 69, 1L203
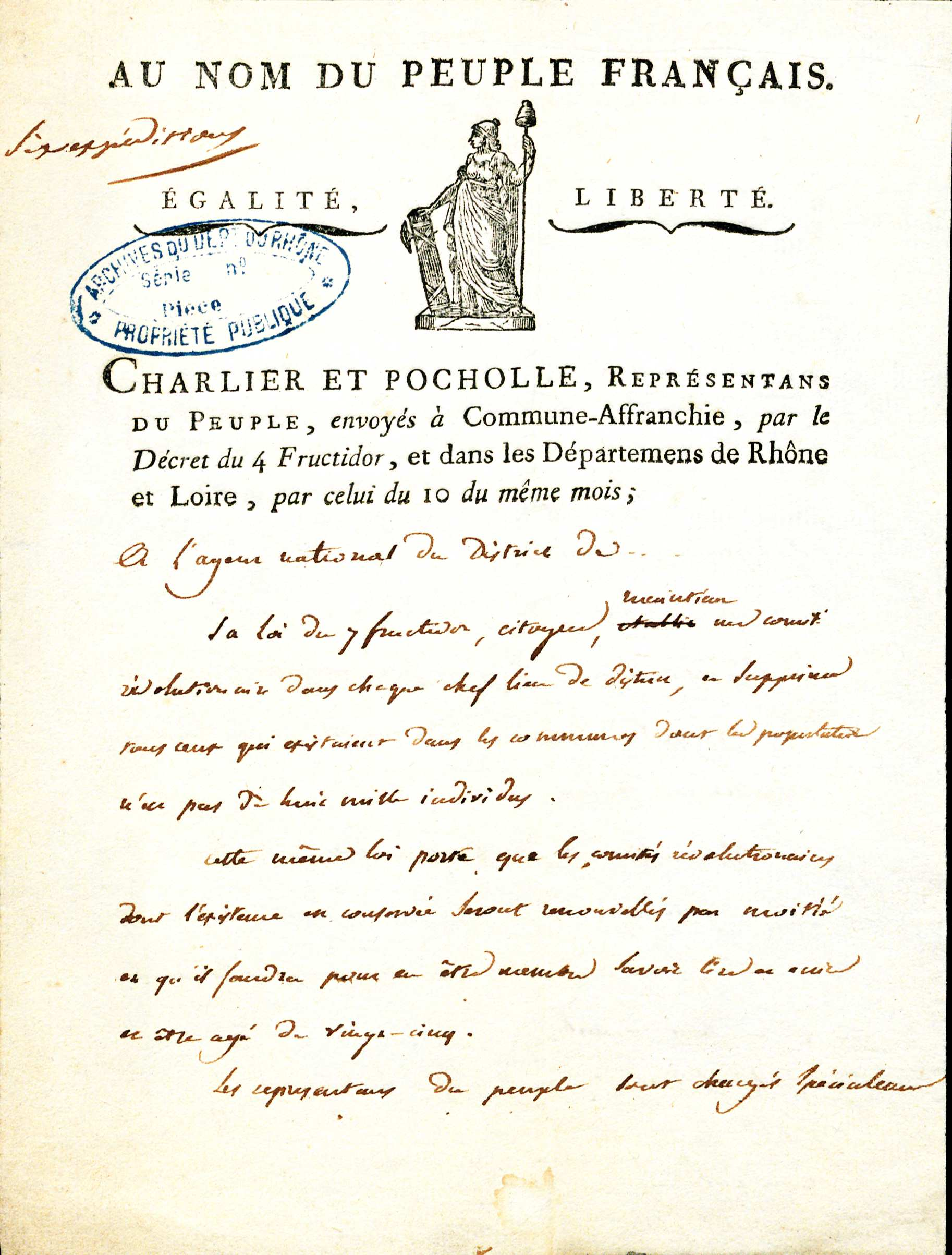
Charlier et Pocholle sur la composition des comités révolutionnaires(1),AD 69, 1L203
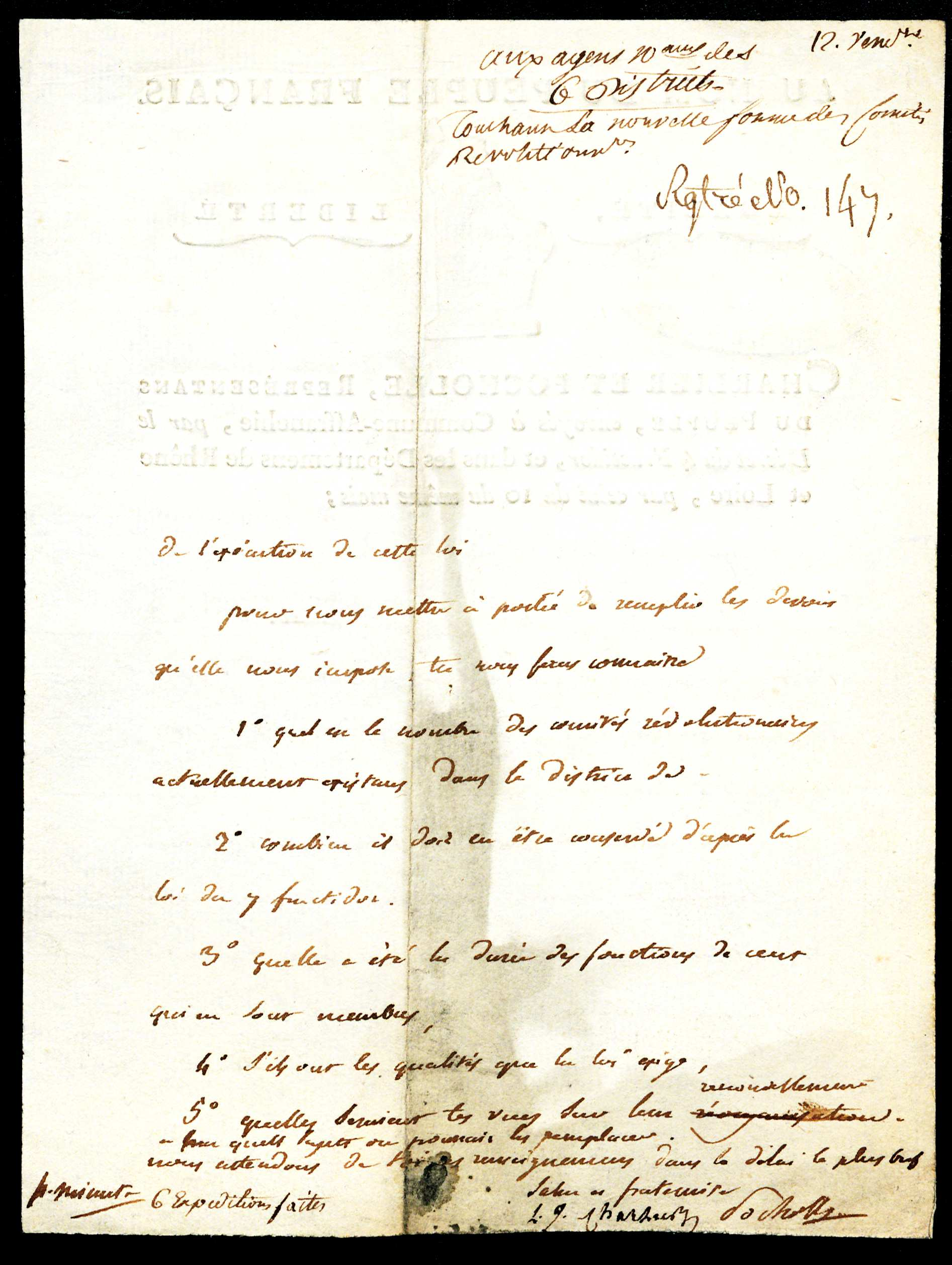
(2), AD 69, 1L203

Le 4 fructidor an II (21 août 1794), la Convention donne, par décret, mission à Louis-Joseph Charlier et Pierre-Pomponne-Amédée Pocholle d’affermir le gouvernement révolutionnaire de « Commune-Affranchie », le nom de Lyon ayant été supprimé le 12 octobre 1793 par la Convention nationale, par le même décret qui décidait que Lyon devait être détruit et que la réunion des maisons conservées porterait le nom de « Commune-Affranchie ».
« Lyon s’est révolté, Lyon n’est plus » écrivit Collot d’Herbois;  et il fut commis malheureusement des excès et le mot est bien faible, Fouché organise les massacres, il indique mille six cents exécutions, les plus beaux édifices sont détruits. Près d’un an après ces événements, Charlier et Pocholle sont donc désignés et leur mission sera étendue le 9 fructidor à l'ensemble du département du Rhône et à celui de la Loire (le texte de la Convention précise au département de Rhône-et-Loire alors que le 29 brumaire en II elle l’avait divisé en deux). Leur mission se veut apaisante, et Charlier déclare : « On a voulu vous faire un monstre du gouvernement révolutionnaire, la terreur a régné dans vos murs ; rassurez vous, bons citoyens, la terreur n’est que pour les méchants... » Arrivés le 17 fructidor an II (3 septembre 1794), leur mission dure trois mois ; Charles-Narcisse Moignon, son ami d’enfance, qu’il avait sauvé de l’échafaud, sera son secrétaire ; ensemble ils réorganisent les hôpitaux, Moignon était médecin et avait de l’ascendant sur Charlier. La situation de la ville est catastrophique: peu de blé, l’institution de la carte de pain ne suffit pas pour assurer la subsistance de la population ; peu de charbon, tous les prix sont en hausse, l’industrie principale de la ville, la soierie, dépérit. Les deux représentants remplacent Laporte et Reverchon.
Charlier et Pocholle maintiennent les neuf comités révolutionnaires. Des mesures sévères sont ordonnées pour la surveillance des étrangers. Ils écrivent : « Ce sont les subsistances qui exigent tous nos soins » et préconisent des mesures. La distribution du charbon de bois les préoccupe aussi. Ils doivent accorder leur protection au commerce. Mais l’heure de la réhabilitation approche aussi, le cinquième sans-culottide, Commune-Affranchie célèbre la République et ses victoires, on décore des statues de l’égalité, de la vertu et du travail ; Charlier et Pocholle prononcent des discours. On chante des hymnes patriotiques puis on danse.
Les décrets d’exceptions demeurent et l’on sollicite les députés pour leurs retraits.
Ils font arrêter treize « terroristes » ceux « qui avaient dirigé les administrations du district, des cantons et des sections et avaient commis des actes arbitraires, exercé des vengeances particulières et dilapidé la chose publique. »
À la suite du rapport Villers, les deux représentants en mission à Lyon obtiennent de la Convention le vote, le 16 vendémiaire an III (7 octobre 1794), du décret restituant le nom de Lyon à cette ville martyre : Article 1 du décret « Commune-Affranchie reprendra son ancien nom de Lyon ; elle n’est plus en état de rébellion et de siège. » Le 21, on annonce la nouvelle à Lyon. « On offre deux couronnes civiques aux Pères du peuple Pocholle et Charlier, avec un quatrain analogue ; ils répondirent qu’il fallait réserver ce présent si honorable aux premiers Lyonnais qui monteraient à la brèche… ». Charlier et Pocholle signalent à la Convention la joie de Lyon, leur lettre est lue le 28 Vendémiaire à la Convention. On organise une fête à Rousseau dans une presqu'île sur le bord du Rhône, ils ont fait planter des peupliers et construire un cénotaphe « Le ciseau de Chinard y a rendu Rousseau d'une manière qui honore cet artiste » . Ils font procéder à de nombreuses libérations; le tribunal révolutionnaire reconnaît et proclame l’innocence de Kellermann. Le 7 frimaire; les deux représentants sont encore à Lyon d’où ils adressent une lettre au Comité de Salut public, dans laquelle ils rendent compte de leur action à Lyon et dans les départements juste avant leur retour à Paris. Elle est lue le 10 frimaire : « Lyon est assez tranquille; le travail et la sécurité renaissent ; l’industrie redouble d’efforts pour réparer ses pertes et ses malheurs ; des mesures sont prises pour que la plaie des dilapidations qui ont dévoré la fortune publique soit enfin sondée».
Charlier siège à nouveau à la Convention le 11 frimaire an III (1er décembre 1794) et reprend sa place au comité des marchés. À la séance de la Convention du même jour, il entend l’intervention suivante : « Le conseil général de la commune de Lyon félicite la Convention d’avoir rendu cette ville à la République et au commerce. Il fait part des excellentes mesures que prennent dans le département Charlier et Pocholle pour déjouer les projets des conspirateurs, et faire revivre les arts et les mœurs. ».

### Au Conseil des Anciens
Battu dans la Marne, il est élu le 23 vendémiaire an IV (15 octobre 1795) par le département du Nord et siège au Conseil des anciens. Minoritaire, dans une chambre d'enregistrement, son action est mineure. Le Directoire marque pour lui la fin de la Révolution.
Le 5 ventôse an V (23 février 1797), il se suicide d'un coup de pistolet dans son appartement parisien. Il a 42 ans.

### Hommage
Une rue porte son nom à Reims depuis 1989.